# Scrophularia ritae
Scrophularia ritae är en flenörtsväxtart som beskrevs av Gonzalo Mateo. Scrophularia ritae ingår i släktet flenörter, och familjen flenörtsväxter. Inga underarter finns listade i Catalogue of Life.